# Trogacontia
Enispa là một chi bướm đêm thuộc họ Erebidae.